# Luca Martin
Luca Martin (22 de febrero de 2002) es un deportista francés que compite en ciclismo de montaña en la disciplina de campo a través.
Ganó tres medallas en el Campeonato Mundial de Ciclismo de Montaña entre los años 2019 y 2024, y una medalla de plata en el Campeonato Europeo de Ciclismo de Montaña de 2020.

## Medallero internacional
| Campeonato Mundial | Campeonato Mundial        | Campeonato Mundial | Campeonato Mundial         |
| Año                | Lugar                     | Medalla            | Competición                |
| ------------------ | ------------------------- | ------------------ | -------------------------- |
| 2019               | Mont-Sainte-Anne (Canadá) | Medalla de bronce  | Campo a través por relevos |
| 2020               | Leogang (Austria)         | Medalla de oro     | Campo a través por relevos |
| 2024               | Pal Arinsal (Andorra)     | Medalla de plata   | Campo a través por relevos |
| Campeonato Europeo |                           |                    |                            |
| Año                | Lugar                     | Medalla            | Competición                |
| 2020               | Monteceneri (Suiza)       | Medalla de plata   | Campo a través por relevos |